# Champ de Mars (Port Louis)

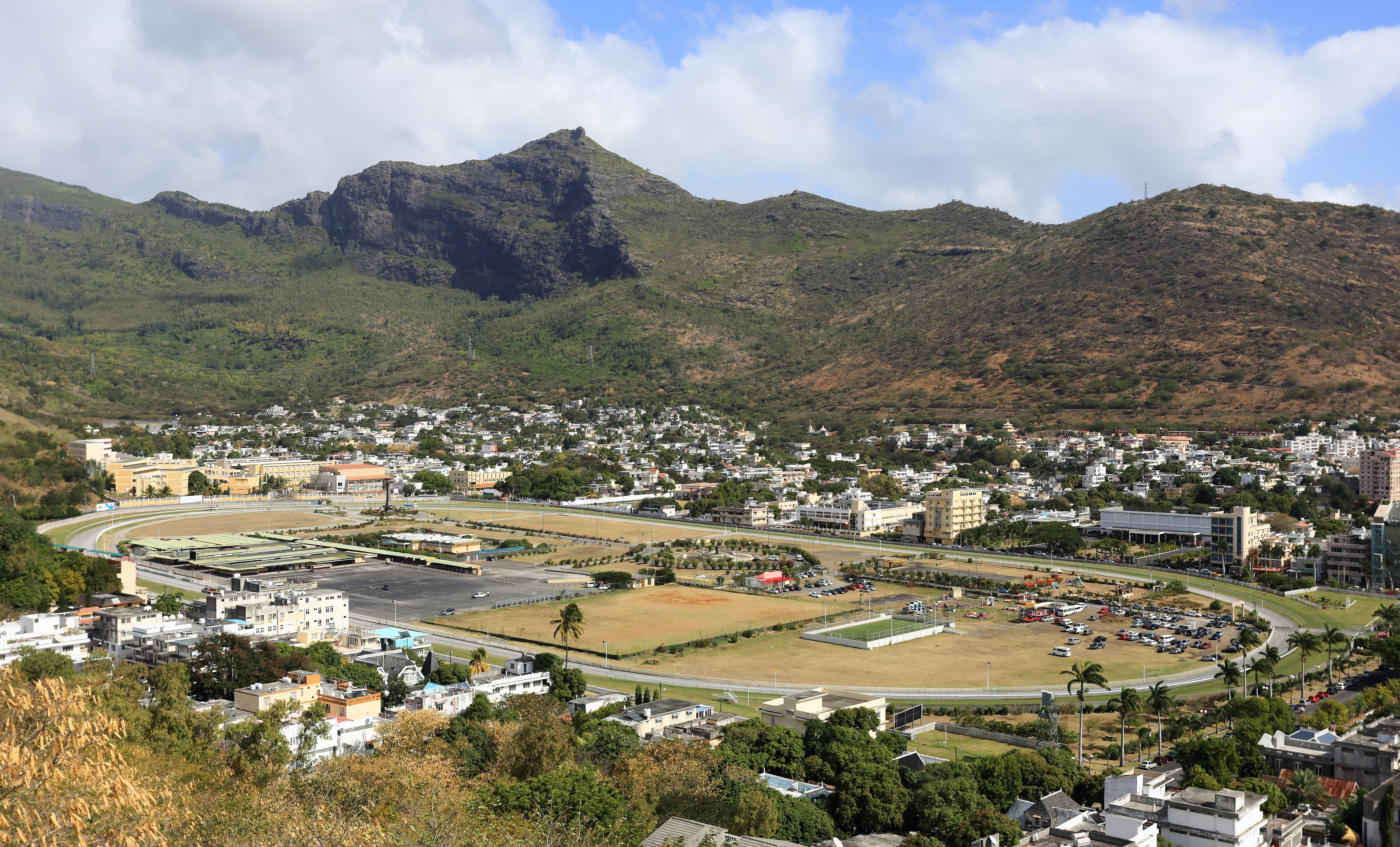
Die Champ de Mars Pferderennbahn

Champ de Mars in Port Louis, der Hauptstadt von Mauritius, ist die älteste Pferderennbahn auf der Südhalbkugel.

## Die Rennbahn
Port Louis ist landeinwärts durch eine Bergkette begrenzt. Das französische Militär legte auf der letzten ebenen Fläche vor den Berghängen einen Exerzierplatz an. Nach dem Mauritiusfeldzug wurde die französische Kolonie Mauritius britisch. Am 25. Juni 1812 eröffnete der The Mauritius Turf Club (MTC), der früher im gleichen Jahr durch Sir Robert Townsend Farquhar, den ersten britischen Gouverneur, gegründet worden war, auf dem Platz die erste Pferderennbahn auf der südlichen Hemisphäre. Es handelt sich um einen ovalen Kurs mit einer Länge von 1298 Metern und einer Breite zwischen 12 und 14 Metern.
Nachdem Mauritius am 12. März 1968 unabhängig wurde, fand die Unabhängigkeitszeremonie auf der Rennbahn statt.
Auch heute noch finden regelmäßig Pferderennen statt, die Zehntausende von Besuchern anlocken.

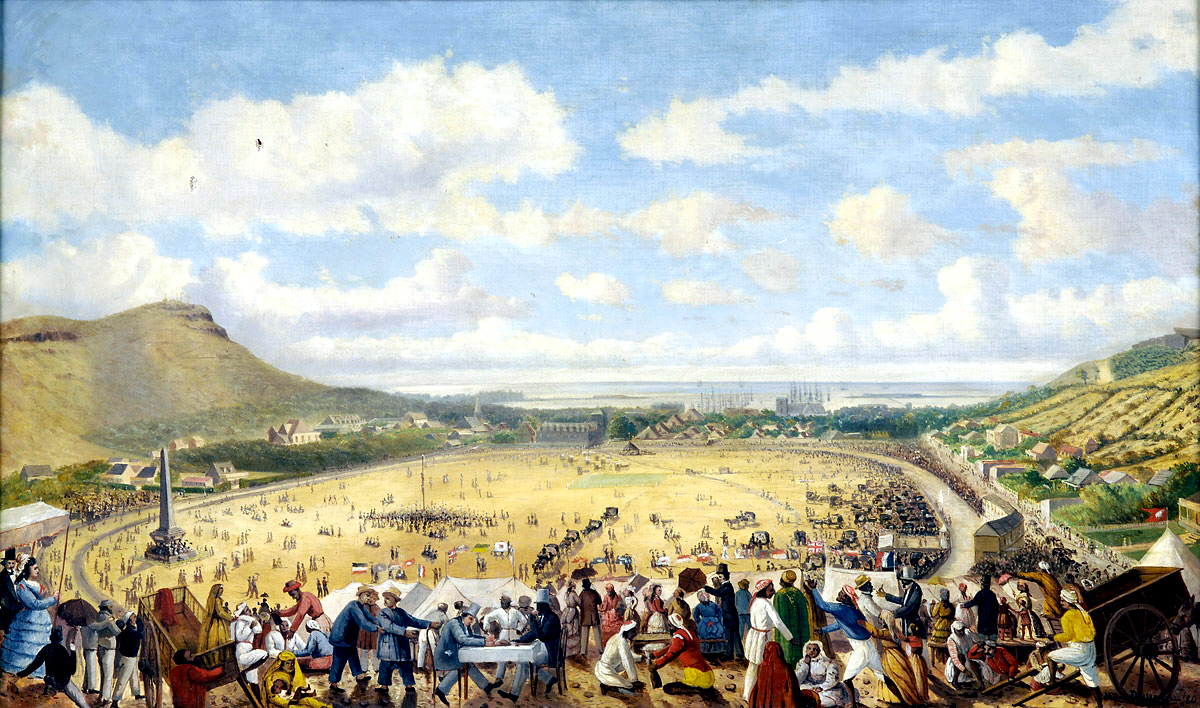
Champ de Mars im Jahr 1880
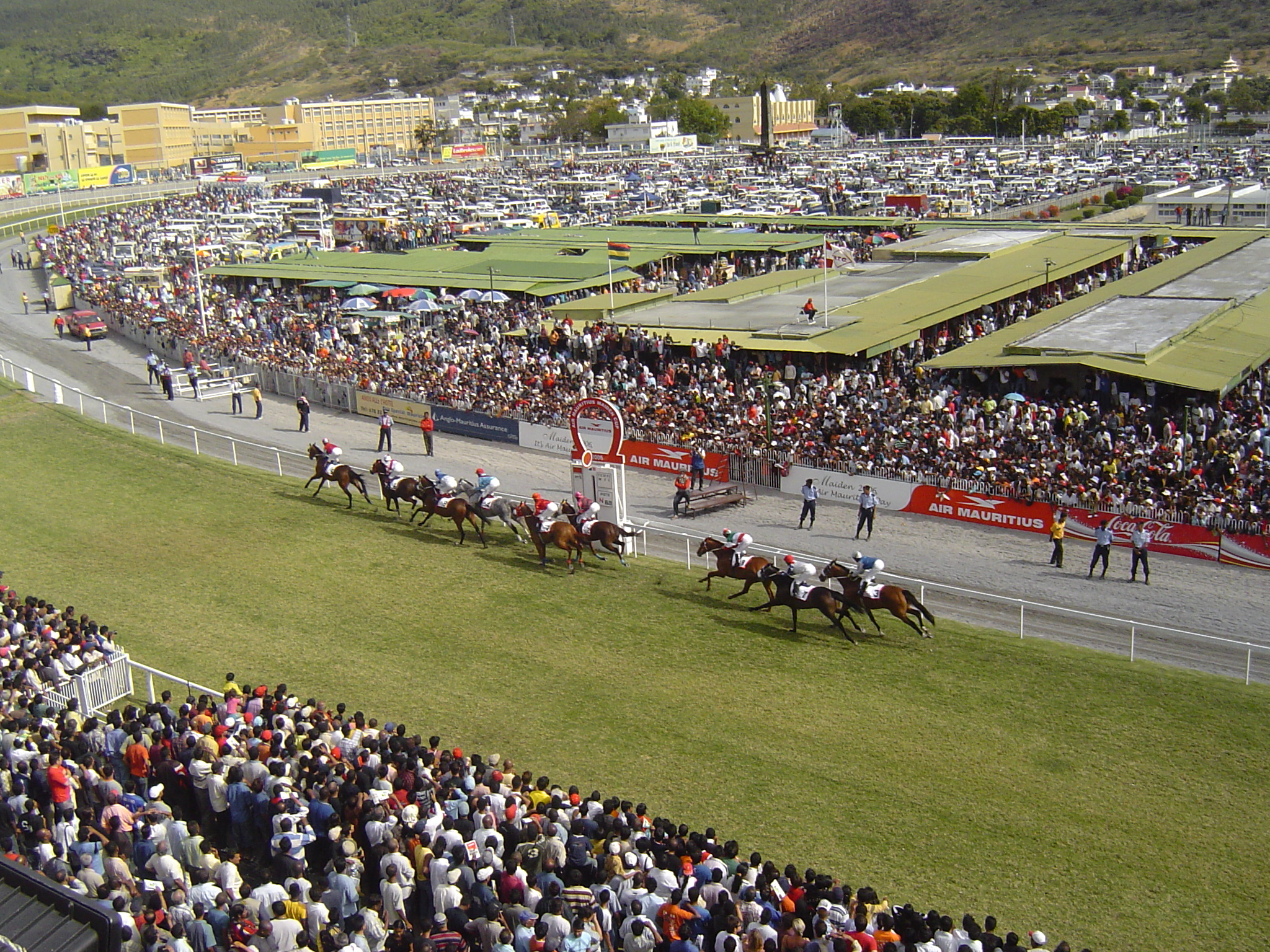
Maiden Cup 2006 – To The Line, Sieger des Rennens

## Malartic Tomb

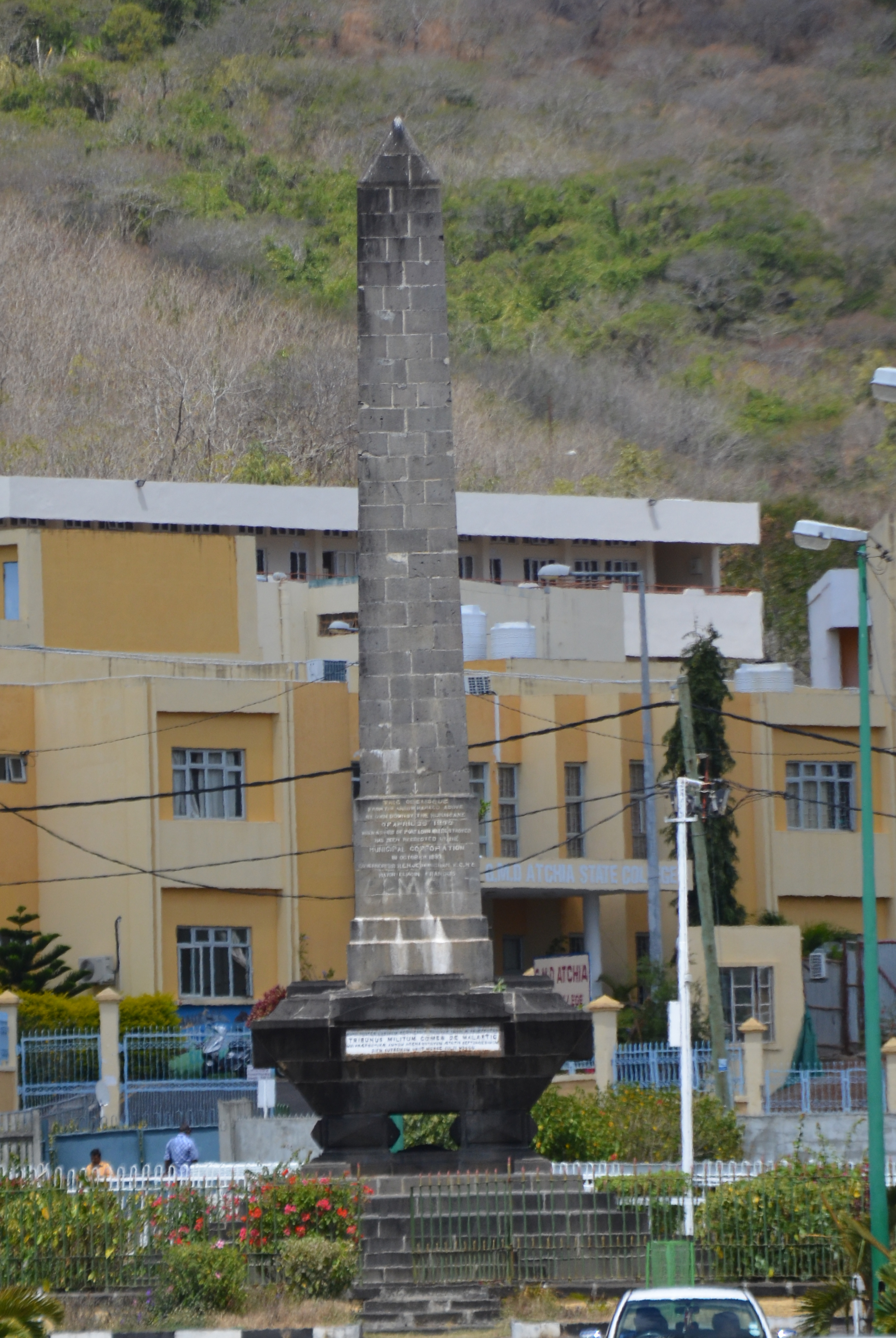
Malartic Tomb

Gouverneur Anne Joseph Hippolyte de Malartic (1730–1800) wurde als „Vater der Kolonie“ verehrt. Er wurde auf dem Exzerzierplatz „Champs des Mars“ begraben, wo 12 Jahre später die erste Pferderennbahn der Südhalbkugel entstand. Sein Grabdenkmal
, ein monumentaler Obelisk, wurde durch den Architekten Gastambide entworfen. Da das Geld jedoch ausging, blieb der Obelisk ein Stummel. In den 1840er Jahren wurde der Obelisk in einer vereinfachten Version finalisiert. Am 20. April 1892 verwüstete ein Zyklon die Insel und zerstörte den Oberteil des Obelisken. In den Folgejahren wurde der Obelisk wieder restauriert. Das Denkmal steht unter Denkmalschutz.

## Statue König Edward VII

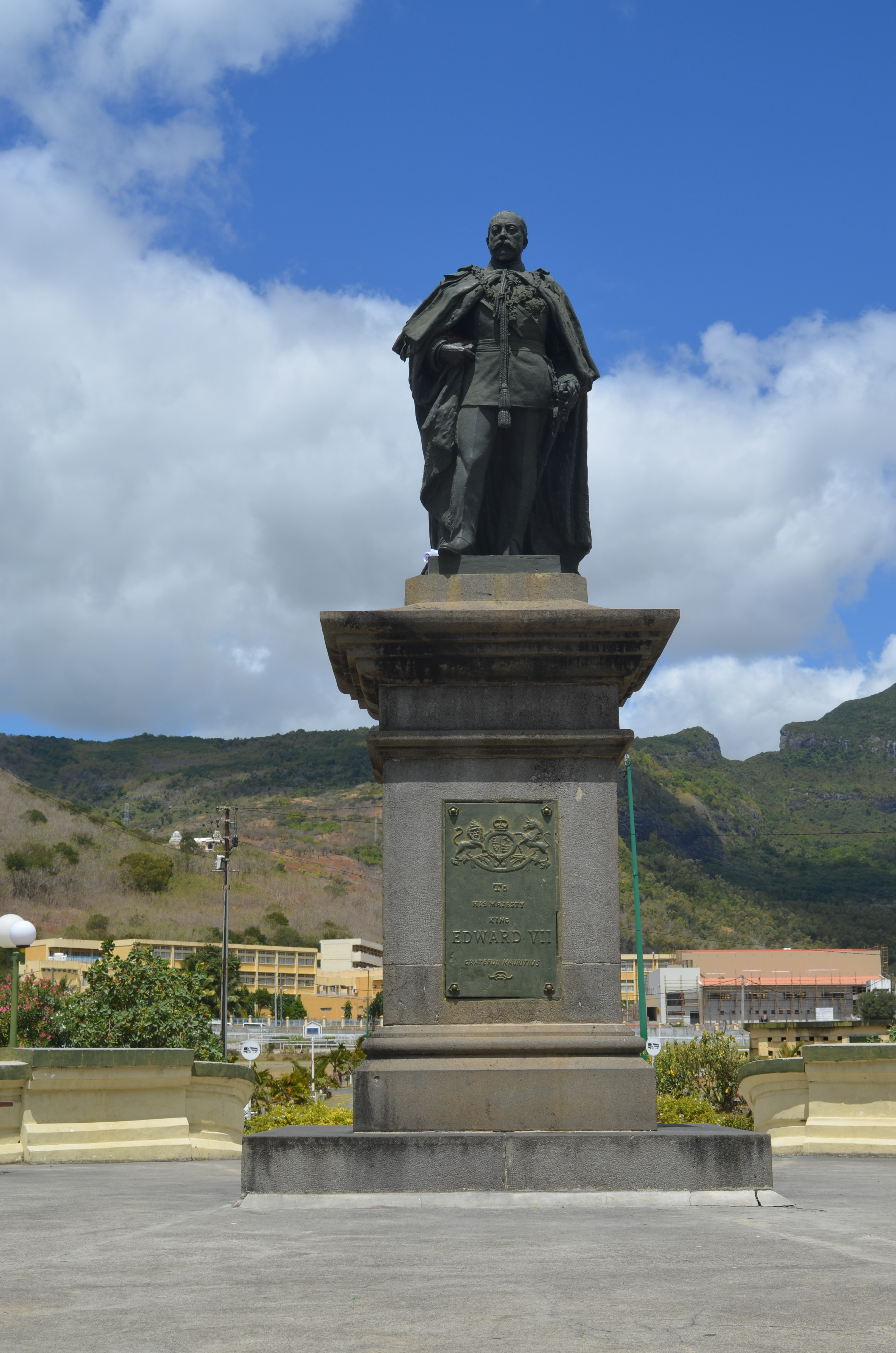
Statue König Edward VII

Die Statue von König Edward VII. (1841–1910) auf dem Champ de Mars wurde 1978 unter Denkmalschutz gestellt. In seiner 9-jährigen Regierungszeit von 1901 bis 1910 war er auch König der britischen Kolonie Mauritius. Die Statue des Bildhauers Maurice Loumeau (1878–1945) wurde 1912 eingeweiht.